# Tennis Padel Club Italia
Il Tennis Padel Club Italia, già precedentemente noto come Tennis Club Italia Forte dei Marmi o semplicemente Tennis Italia è una società tennistica italiana con sede a Forte dei Marmi in Versilia (Toscana, Italia).
Fondato da Carlo Germelli e Roberto Tonini nel 1972, per poi essere rilevato da Sergio Marrai nel 1986; Il Tennis Italia è uno dei club più prestigiosi a livello nazionale (due campionati vinti nel 2012 e 2015) e mondiale (uno dei suoi tesserati, Jannik Sinner, ha vinto la Coppa Davis nel 2023, ed è diventato il numero 1 al mondo nel 2024).
A differenza della maggior parte dei club italiani di Tennis, il CT Italia ha sede in un piccolo comune di soli 7000 abitanti, il che rende ancora più straordinari i suoi trionfi.

## Storia
Il club viene fondato nel 1972, ma non ottiene successi di rilievo fino al cambio di società, avvenuto nel 1986.
Negli anni novanta il club vive (come molti suoi connazionali) un periodo di declino causa la mancanza di giocatori di spessore in patria.  

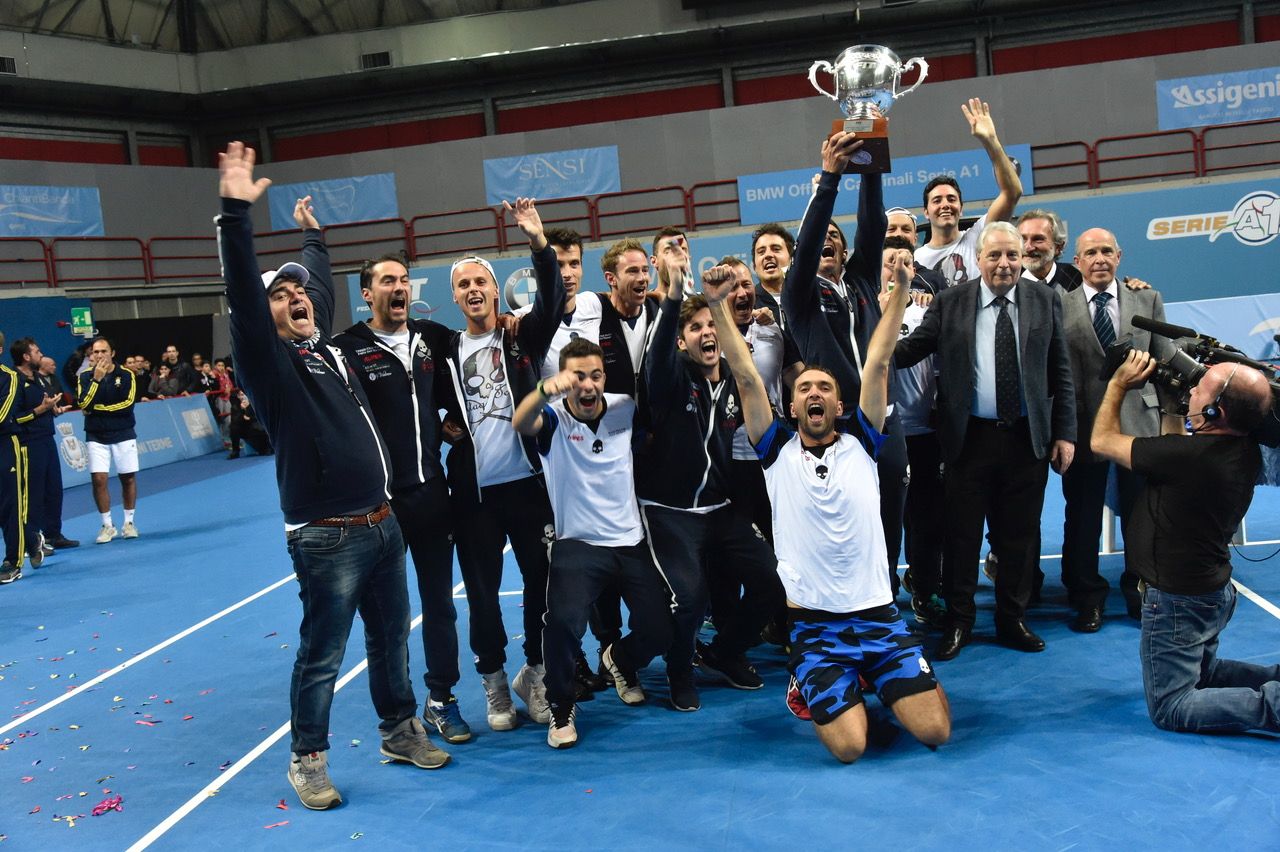
I giocatori del CT Italia festeggiano la vittoria del campionato Italiano 2015.

Negli anni 2000 con l’avvento dei vari giocatori di spicco il tennis Italiano si rigenera e ne beneficia anche il Tennis Italia, che nel 2012 vince per la prima volta nella sua storia il campionato italiano, e si ripete nel 2015.

## Tennisti
Fra i tennisti di maggior rilievo che hanno militato nel club si ricordano il capitano Matteo Marrai e Filippo Volandri.

## Palmarès
- Campionato Italiano: 2

2012, 2015
- Coppa Ponteur Bergamo: 1

1965
- Campionato provinciale di Lucca: 1

2013

## Strutture

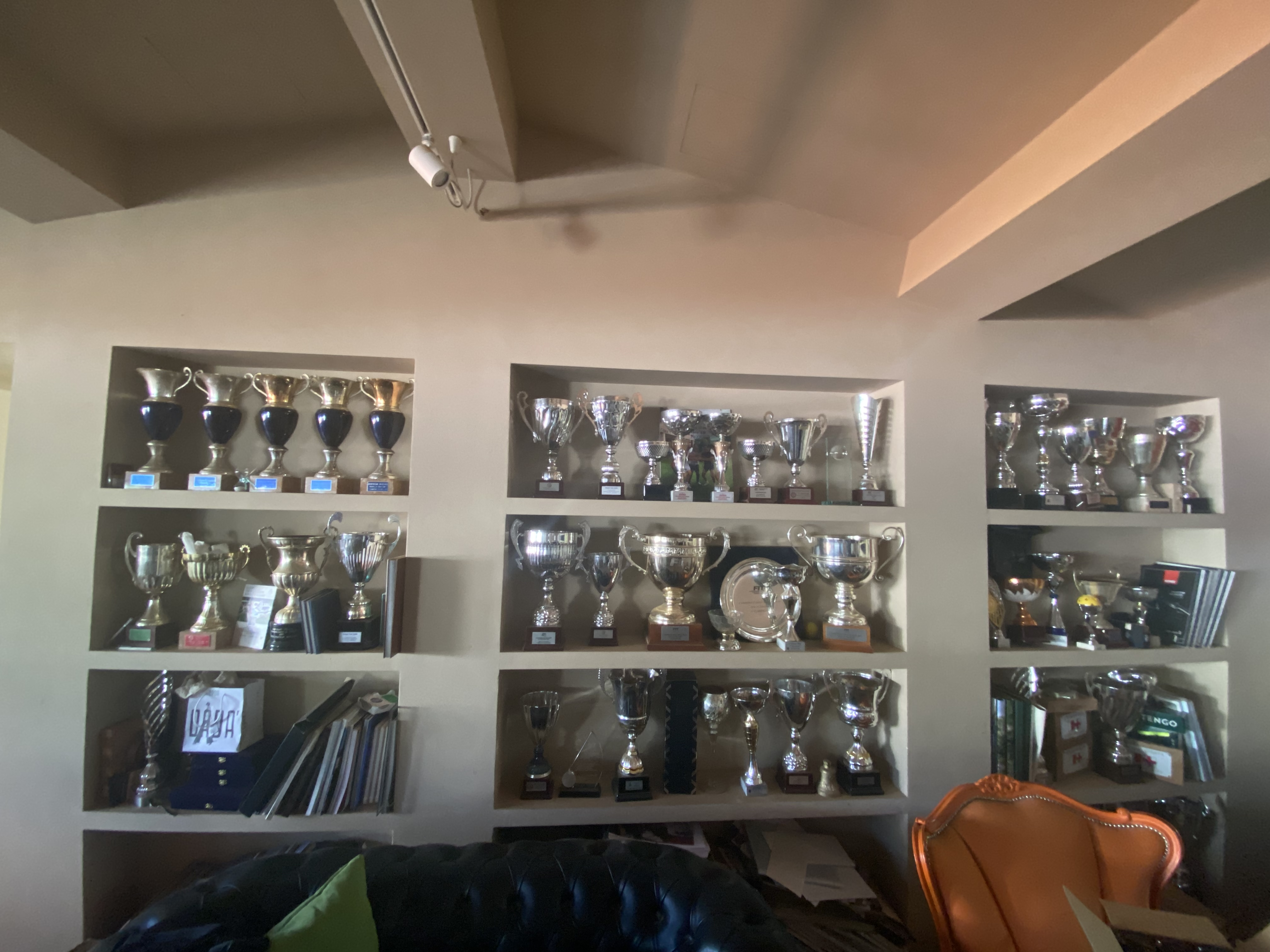
Bacheca dei trofei del Tennis Italia.

Il circolo del Tennis Italia comprende sette campi da tennis su terra rossa, due campi da Padel, un campo da Padel singolo, una palestra, un bar, una sala riunioni e degli spazi verdi, oltre alla bacheca dei trofei.

## Rivista
A partire dal 2000 il Tennis Italia edita annualmente un importante rivista che punta a divulgare il Torneo Open, la Serie A1 e i valori del tennis italiano in generale.

## Cultura di massa

### Esibizioni
Dal 1992 il Tennis Italia ospita nel proprio circolo in esibizione molti dei più grandi tennisti del panorama internazionale; fra i più grandi giocatori ad essersi esibiti sui campi del Tennis Italia ci sono: Daniil Medvedev,John McEnroe, Yannick Noah, Guy Forget, Emilio Sánchez, Henri Leconte, Andrea Gaudenzi, Renzo Furlan, Paolo Bertolucci, Stefano Pescosolido, Ilie Năstase, Paolo Canè, Diego Nargiso, Goran Ivanišević, Boris Becker, Adriano Panatta e Evgenij Kafel'nikov.

### Frequentatori del circolo

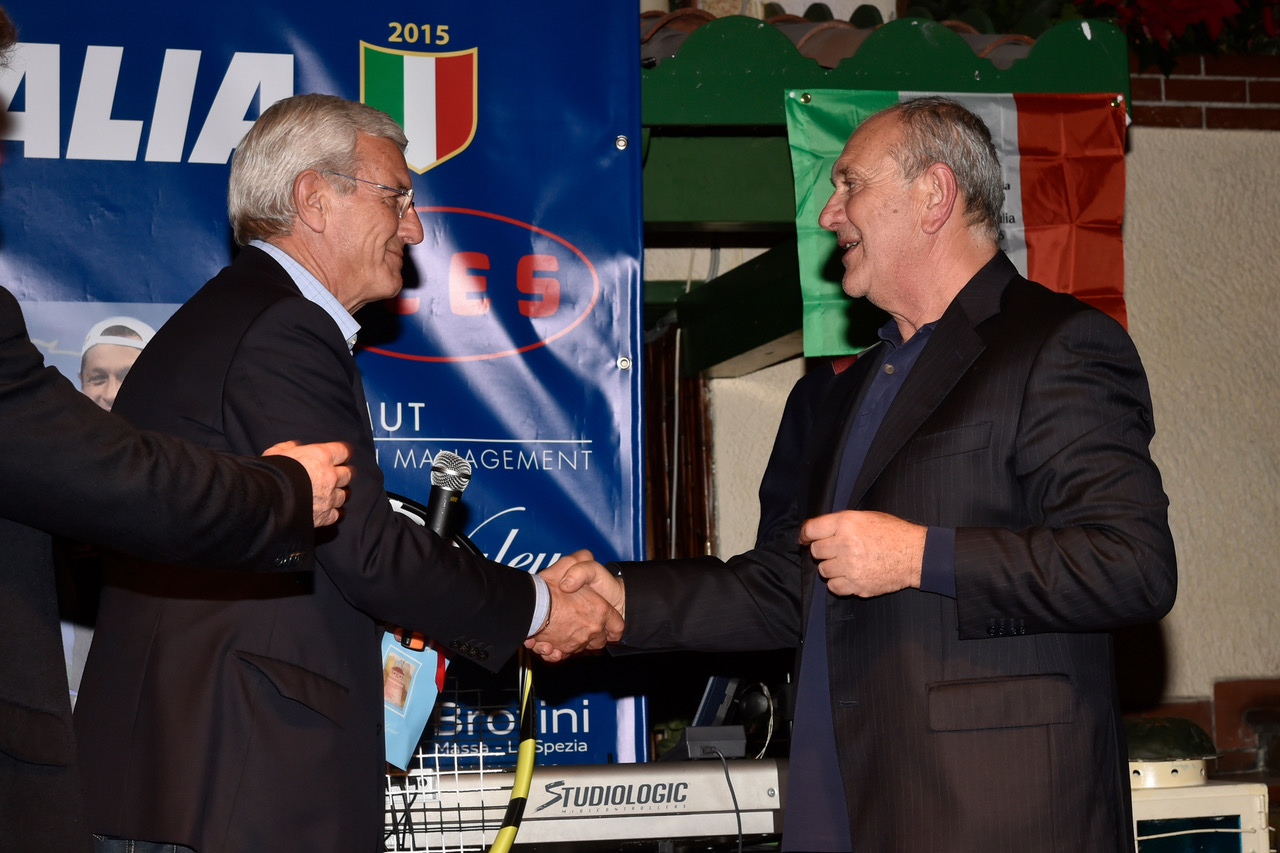
Marcello Lippi e Sergio Marrai.

Nelle sue strutture varie celebrità vi hanno messo piede, fra cui Andrea Bocelli, che qui si è più volte esibito, ma anche: Federico Ambrosio, Paolo Rossi, Giampaolo Pazzini, Franco Baresi, Beppe Baresi, Ruud Gullit, Alberto Gilardino, Roberto Donadoni, Marcello Lippi, Alberico Evani, Enrico Albertosi, Andrea Pirlo, Enrico Preziosi, Urbano Cairo, Adriano Galliani, Fred Bongusto, Zucchero e Marco Macchiarini.
Naturalmente essendo tesserata nella squadra del Tennis Padel Club Italia femminile una delle frequentatrici più assidue del circolo è Jasmine Paolini, vincitrice dell’oro olimpico a Parigi 2024.

### Letteratura
In occasione della vittoria del campionato 2015 il fotografo Mauro Boschi ha pubblicato il libro Cronache di una vittoria.